# Булстрад
„Булстрад“ е българско застрахователно и презастрахователно акционерно дружество в София, основано на 31 юли 1961 г. с Постановление №155 на Министерския съвет на Народна република България.
Дружеството е създадено с цел да обслужва застрахователно външнотърговския стокообмен, международния транспорт и туризъм, задграничната икономическа дейност (строителство, тъговия и пр.) и редица други български интереси в чужбина. Оттогава „Булстрад“ развива всички застрахователни и презастрахователни дейности, включително авиационно и морско застраховане, карго застраховане, имуществено застраховане, застраховане на МПС, строително–монтажни рискове, лично застраховане и други.
Дъщерни компании на ЗПАД „Булстрад“ са:
- „Булстрад Сървисиз енд Консултинг“ ООД (100%),
- „Булстрад Живот“ АД (90,09%),
- European Insurance and Reinsurance Brokers Ltd. (85%),[4]
- „Булстрад – Здравно осигуряване“ АД (82,72%).

Застрахователната компания членува в много международни и български браншови организации:
- International Union of Marine Insurance (IUMI) – Международен съюз по морско застраховане, от 1974 година;
- International Union of Aviation Insurers (IUAI) – Международен съюз на авиационните застрахователи, от 1980 година;
- Council of Bureaux – Съвет на бюрата по международното споразумение „Зелена карта“, от 1971 година;
- Асоциация на българските застрахователи (АБЗ), от 1994 година;
- Българска търговско-промишлена палата;
- Фондация „Проф. д-р В. Гаврийски“.